# Somaklonale Variation

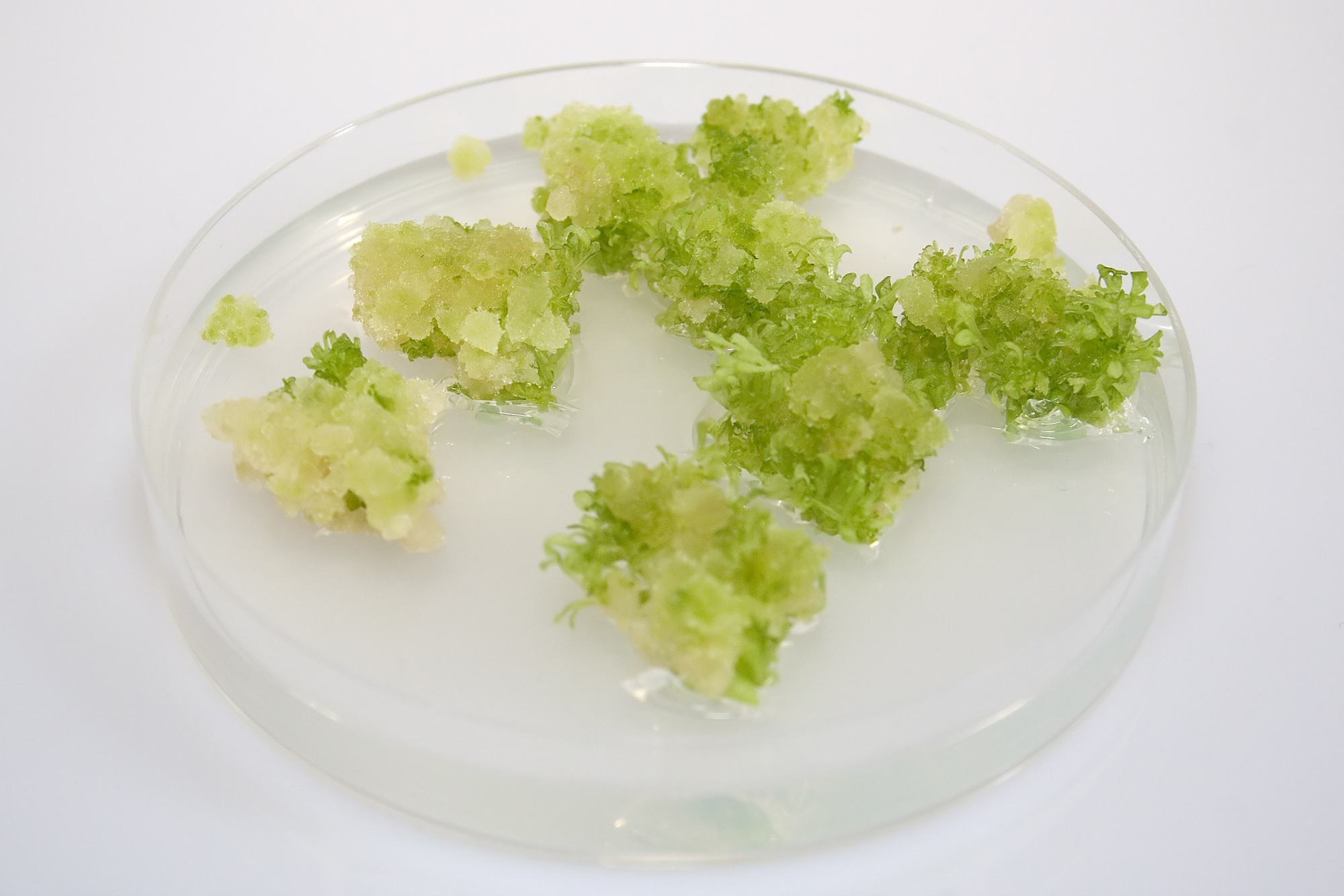
Kallus-Kultur von Nicotiana tabacum. Kalluszellen gelten als besonders anfällig für das Auftreten von somaklonalen Varianten.

Unter somaklonaler Variation (auch: somaklonale Variabilität) versteht man primär jede auftretende Abweichung vom genetischen Ausgangszustand eines Individuums. In der In-vitro-Kultur bezieht sich dies auf die bei der Kultivierung von Pflanzenzellen beziehungsweise Pflanzengewebe auftretenden genotypischen und oft auch phänotypischen Veränderungen im Vergleich zur Ausgangspflanze. Diese treten beispielsweise häufig nach der Differenzierung von pflanzlichem Gewebe aus Kalluszellen auf. Wird im Rahmen der Erhaltungs- oder Massenvermehrungskultur bei der In-vitro-Kultur eine identische Vermehrung der Pflanze, also die Erzeugung von Klonen, gewünscht, sind somaklonale Varianten deshalb unerwünscht.

## Erstmalige Untersuchung und Begriffsdefinition
Im Zuge der allgemeinen und verstärkt auch kommerziellen Etablierung der Pflanzlichen Gewebekultur in den 1970er und 80er Jahren traten häufiger unerwünschte, scheinbar genetisch bedingte Veränderungen an Pflanzenmaterial auf. 1981 wurde erstmals vorgeschlagen, alle genetischen Veränderungen, die im Rahmen der In-vitro-Kultivierung auftraten, als somaklonale Variation zu bezeichnen.
Mittlerweile findet sich in einschlägigen Fachlexika die Definition, dass es sich bei der somaklonalen Variation um auftretende Variation von Eigenschaften bei In-vitro-Kulturen von pflanzlichen Zellen, Kalli oder Organen handelt. Deren Ursachen sind oft unklar und teilweise auf genetischer oder epigenetischer Ebene anzusiedeln. Bekannte Ursachen für diesen Effekt sind beispielsweise Genverlust oder numerische Veränderungen des Karyotyps. Auch die Veränderung von Merkmalen, an denen mehrere Gene beteiligt sind (Polygenie), ist möglich.

## In-vitro-Verfahren und Auftreten somaklonaler Variation bei Pflanzen
Pflanzen weisen oftmals bereits vor einer In-vitro-Kultur bestehende genetische Verschiedenheiten auf. Die Entstehung und Ausprägung der genetischen Abweichung tritt jedoch seltener im Vorfeld der In-vitro-Kultivierung auf, häufiger aber während der Durchführung bestimmter In-vitro-Kulturverfahren. Durch einige In-vitro-Kultivierungsmethoden und deren Rahmenbedingungen beziehungsweise äußere Einflussfaktoren wie Phytohormone können diese Unterschiede selektiert werden und später auch phänotypisch in Erscheinung treten. Auch erst während der In-vitro-Kultivierung neu auftretende genetische Abweichungen sind möglich.
Vor allem durch die hohe Zellteilungsrate im tumorzellähnlichen pflanzlichen Kallusgewebe kommt es häufiger zu Fehlern beim Ablesen der genetischen Information. Diese führen zumeist zu Aneuploidie und Ploidiemutation. Werden später aus diesem Kallusgewebe über Organogenese pflanzliche Organe oder gesamte Pflanzen regeneriert, sind diese mittlerweile vielfach kopierten genetischen Fehlinformationen für das Auftreten typischer Merkmale somaklonaler Variation verantwortlich.
Hinzu kommt der Zusammenhang zwischen genetischer Stabilität und dem Ausgangsgewebe der Regeneration während der In-vitro-Kultur. So gilt eine direkte Regeneration aus bereits bestehendem Meristemgewebe als genetisch stabil. Kommt es zur Bildung sekundärer Meristemgewebe, treten bereits erste genetische Veränderungen auf. Art und Quantität dieser Veränderungen nehmen dabei umso mehr zu, je mehr sich die Regeneration des Gewebes während der In-vitro-Kultivierung von der Primärregeneratbildung hin zu sekundären Geweberegenerationsprozessen bewegt.
Bei Pflanzen erfolgt die klonale Vermehrung über In-vitro-Kulturmethoden wie Sprossspitzen- beziehungsweise Meristemkultur oder die Kultivierung anderer geeigneter Explantatformen wie Blatt- oder Sprosssegmente. Ziel der klonalen Vermehrung ist die Erzeugung genetisch stabiler und identischer Nachkommen. Beabsichtigt ist in der Regel weniger eine quantitative Massenvermehrung der Klone, sondern – im kommerziellen Gartenbau oder in der Landwirtschaft – die Pathogeneliminierung bei gleichzeitiger Erhaltung des arten- oder sortenspezifischen genetischen Ist-Zustandes. Die Erzeugung von so genanntem Elitematerial für weitere konventionelle Vermehrung (Stecklinge) steht vor allem im Gartenbau bei Kulturen wie Pelargonium, Neu-Guinea Impatiens oder Chrysanthemum im Vordergrund.
Bei Pflanzen ist die Gefährdung durch auftretende somaklonale Variation bei Kallus-, Suspensions, Einzelzell- und Protoplastenkultur hoch, ebenso bei der Bildung der indirekten Embryoidbildung im Rahmen der somatischen Embryogenese. Generell gilt die somaklonale Variation für die Erhaltungszüchtung und In-vitro-Klonierung als unerwünscht, da hier genetisch identische Individuen benötigt werden.

## Weitere Möglichkeiten zur Entstehung somaklonaler Variation
Zusätzlich zu den genannten, direkt in Veränderungen des Genoms anzusiedelnden Ursachen, kommen auch weitere Ursachenkomplexe in Frage. So kann die somaklonale Variation auch epigenetisch bedingt sein. Das bedeutet, dass bei gleichbleibendem Genom trotzdem Variationen auftreten können, die andere Ursachen als genetische Veränderungen haben. Beispielhaft sind hier Veränderungen im Stoffwechselhaushalt zu nennen, vor allem im Bereich der Phytohormonqualität und -quantität. Bei ex vitro-Pflanzen besteht zusätzlich auch die Möglichkeit eines infektiösen Agens wie bei zwergwüchsigen Obstunterlagen oder stark verzweigten Poinsettien. Zusätzlich kommt es in Bezug auf unerwünschte Veränderungen auch zu besonderen, eher selteneren Ursachen wie beispielsweise „Springende Gene“ (Transposons).
Somit stehen als Ursache für die Entstehung somaklonaler Varianten genetische und auch nichtgenetische Faktoren fest, ebenso wie eine Vielzahl fließender Übergänge zwischen diesen.

## Somaklonale Variation bei Neuzüchtungen
In den 1980er und 1990er Jahren wurde das Phänomen der somaklonalen Variation von pflanzlichen Zellen über In-vitro-Kultur als interessante Möglichkeit zur Erlangung von neuen genetischen Typen (Neuzüchtungen) der Ausgangspflanzen gesehen. Man hoffte, gezielt und mit geringem Zeitaufwand interessante neue Genotypen kreieren zu können. Die Selektion dieser genetischen Varianten sollte dann zur direkten Isolation neuer Genotypen von Zellkulturen führen.
Diese Hoffnung konnte aber aufgrund praktischer Erfahrungen nicht aufrechterhalten werden. Die Erzeugung interessanter Genotypen gilt als zu sehr zufallsbedingt und schwer regelbar, ebenso treten unerwünschte Negativmutationen auf. Insbesondere auch im Zusammenhang mit transformierten Pflanzenzellen ist eine solche genetische Instabilität unerwünscht. Aus somaklonalen Varianten hervorgegangene Sorten gibt es allerdings bei Tomaten, Kartoffeln oder Zuckerrohr. Zur gezielten Mutagenese pflanzlicher Zellen werden heute primär Möglichkeiten wie Colchizinbehandlung oder Bestrahlung mit Röntgenstrahlen genutzt, die wesentlich effizienter sind. Gezielte Eingriffe in das Genom werden mittlerweile häufig mit molekularbiologischen Methoden vorgenommen, wie der biolistischen Transformation oder der Transformation mit Agrobakterien.